# جبل طارق 1

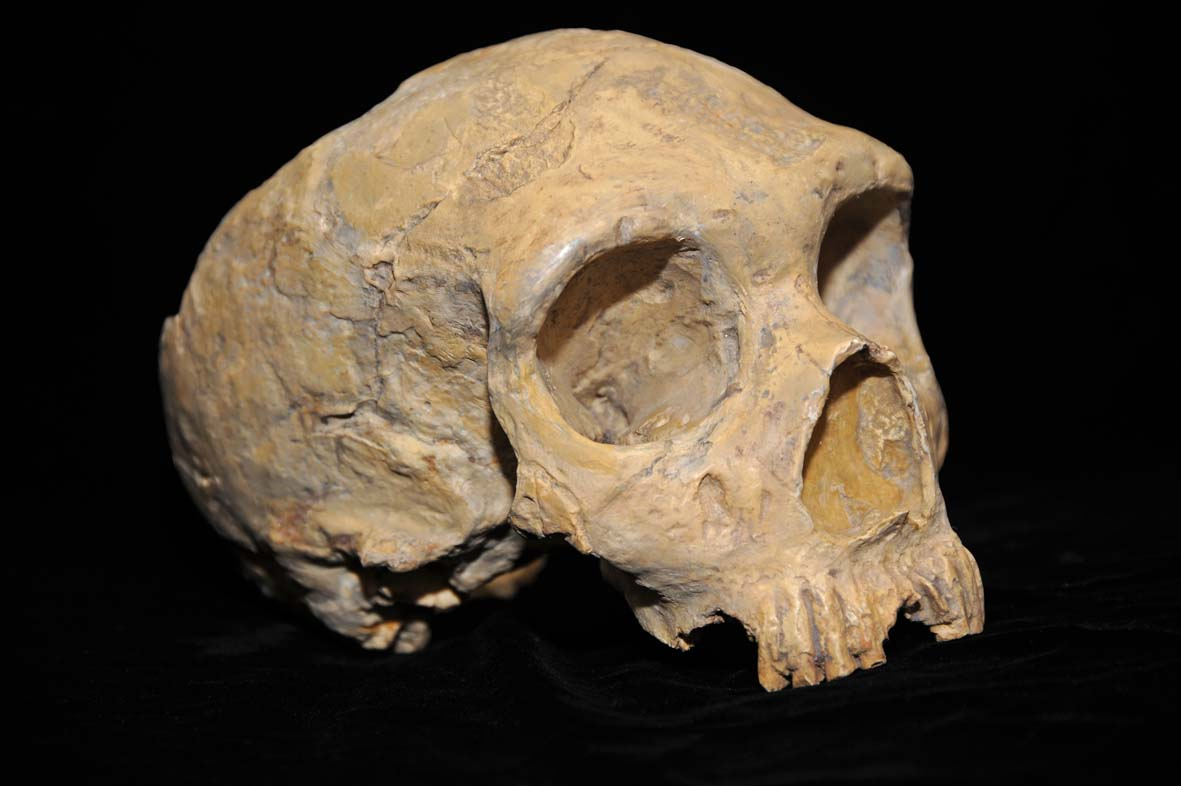
جبل طارق 1، اكتشفت في محجر فوربس "في عام 1848 من قبل الكابتن. ادموند فلينت.

جبل طارق 1 هو اسم عينة جمجمة لجنس النياندرتال عُثِر عليها في محجر فوربس بجبل طارق على يد النقيب ادموند فلينت، الضابط البريطاني بالبحرية الملكية البريطانية. وقد سبق اكتشافها اكتشاف أصول جنس النياندرتال ولكن لم يدرك أحد أهمية ذلك الاكتشاف حينئذ وظل مُهملاً ومتروكًا في الخزائن لسنوات. ظل موقع وظروف ذلك الاكتشاف غير واضح مما جعل تحديد التاريخ الدقيق للجمجمة مستحيلاً.

## علوم القرن التاسع عشر
وجدت هذه الحفرية قبل نشر تشارلز داروين لكتابه أصل الأنواع بأكثر من عشر سنوات وبـ8 سنوات قبل الاكتشاف الشهير لوادي نياندر، لذلك لم تُفهم أهمية هذا الاكتشاف في ذلك الوقت، ونالت الجمجمة عنوان «إنسان قديم مات قبل الطوفان العظيم» وتركت منسية داخل خزانة مكتبة غاريسون لعدة سنوات. بعد نشر أصل الأنواع، تزايد الاهتمام بحفريات البشر، وأدى ذلك إلى إحضار الجمجمة وإخراجها من غياهب النسيان وقُدمت في اجتماع الرابطة البريطانية لتقدم العلوم في عام 1864. لم يكن داروين حاضرًا، لكنه فحص الجمجمة وكذلك فعل توماس هاكسلي، الذي استنتج أن الجمجمة تعود لنوع بشري منقرض. لم يشر داروين إلى جبل طارق 1 في كتابه نشأة الإنسان عام 1871 إلا بإشارات عابرة. يمكن رؤية محاكاة الجمجمة في متحف جبل طارق، حيث تُعرض الجمجمة الأصلية في معرض تطور الإنسان في متحف التاريخ الطبيعي في لندن. 

## العمر

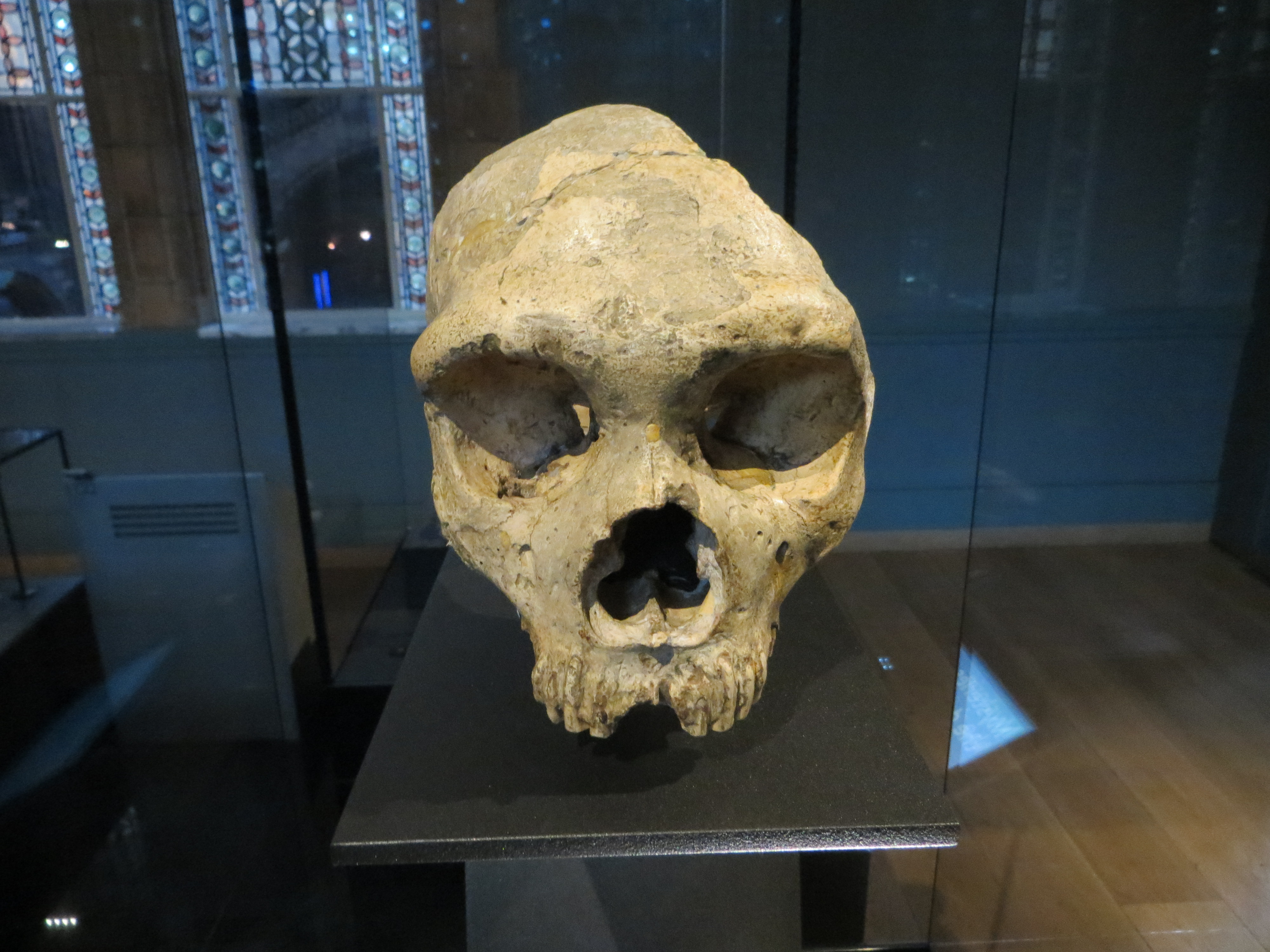
جمجمة نيدرتال من جبل طارق في متحف التاريخ الطبيعي، لندن

أُجري الاكتشاف الأصلي في وقت كان فيه تأريخ المستحاثات في مهده، كما لم تتوفر المعلومات الطبقية مع الجمجمة، مما يجعل تأريخ العينة مجرد تخمين. إلا أن العينة الأخرى المستخرجة من نفس المكان (جبل طارق 2) أُرخت بـ30 إلى 50 سنة مضت. تخص الجمجمة أنثى بالغة، بصفات نموذجية لنياندرتال. بينما كانت الجمجمة الأولى من نوعها من حيث الاكتشاف، كانت أيضًا لواحدة من جماعات نياندرتال الأخيرة الناجية. 

## جبل طارق كملاذ
حتى آخر القرن العشرين، كان يُعتقد أن آخر نياندرتال اختفى منذ 35 ألف سنة. إلا أن الدراسات اقترحت أن نياندرتال استطاع النجاة في جنوب ليبيريا وجبل طارق إلى أقرب من 30 ألف سنة من الحاضر. أجري تأريخ الكربون المشع باستخدام الفحم من كهف غورهام في جبل طارق في عام 2006، واقترح هذا التأريخ أن نياندرتال عاش منذ 24 إلى 28 ألف سنة، بعد وصول الإنسان العاقل إلى أوروبا منذ 40 ألف سنة. لايزال كهف فانغارد وغورهام مواقع للتنقيب الأثري في عام 2012. ربما مثل هذان الكهفان ملاذًا لنياندرتال جبل طارق. 